# Lonchopisthus
Lonchopisthus là một chi cá hàm bản địa ở khu vực nhiệt đới Tây Đại Tây Dương (biển Caribê) và Đông Thái Bình Dương (vịnh California).

## Loài
Hiện có 5 loài được công nhận:
- Lonchopisthus ancistrus Smith-Vaniz & Walsh, 2017
- Lonchopisthus higmani Mead, 1959
- Lonchopisthus lemur (G. S. Myers, 1935)
- Lonchopisthus micrognathus (Poey, 1860)
- Lonchopisthus sinuscalifornicus Castro-Aguirre & Villavicencio-Garayzar, 1988